# ریخته‌گری لاست واکس

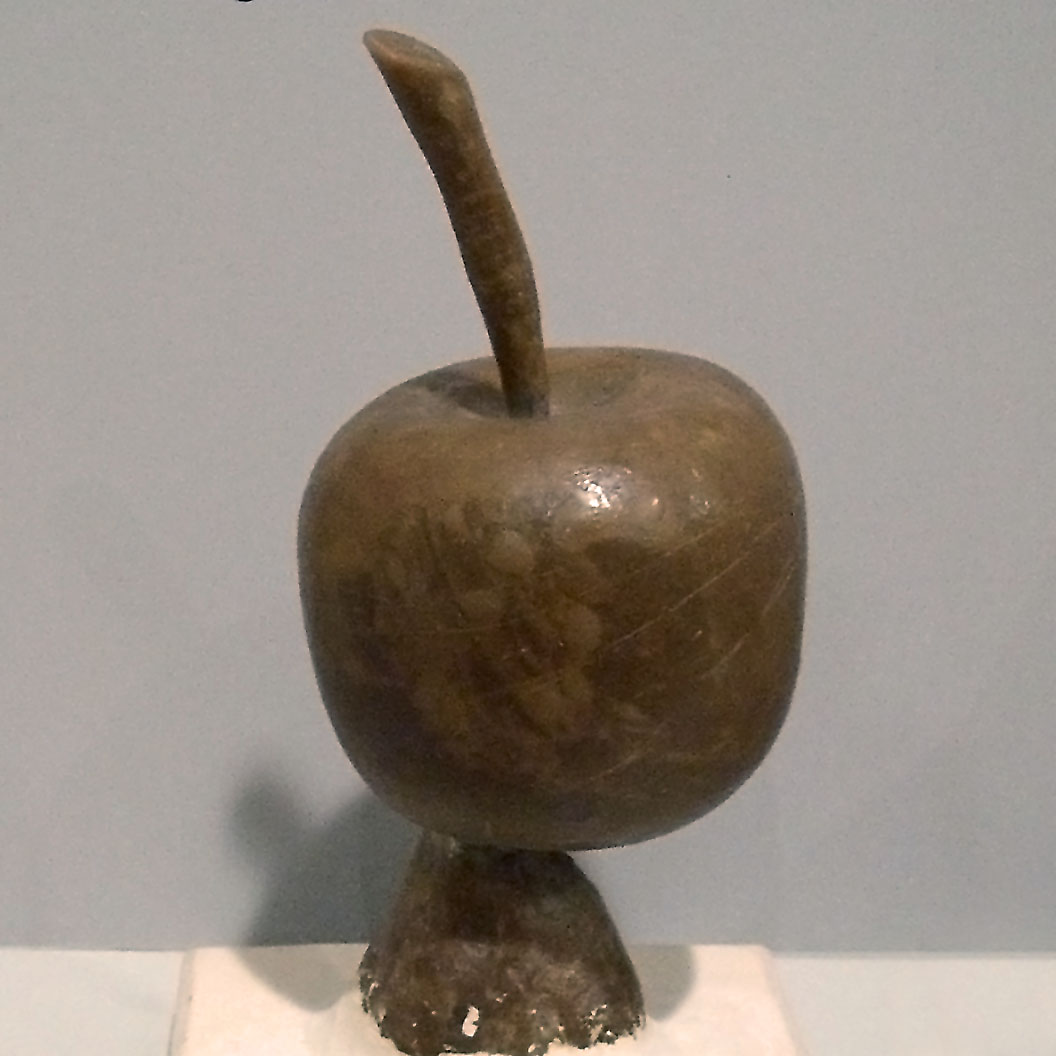
مدل مومی سیب

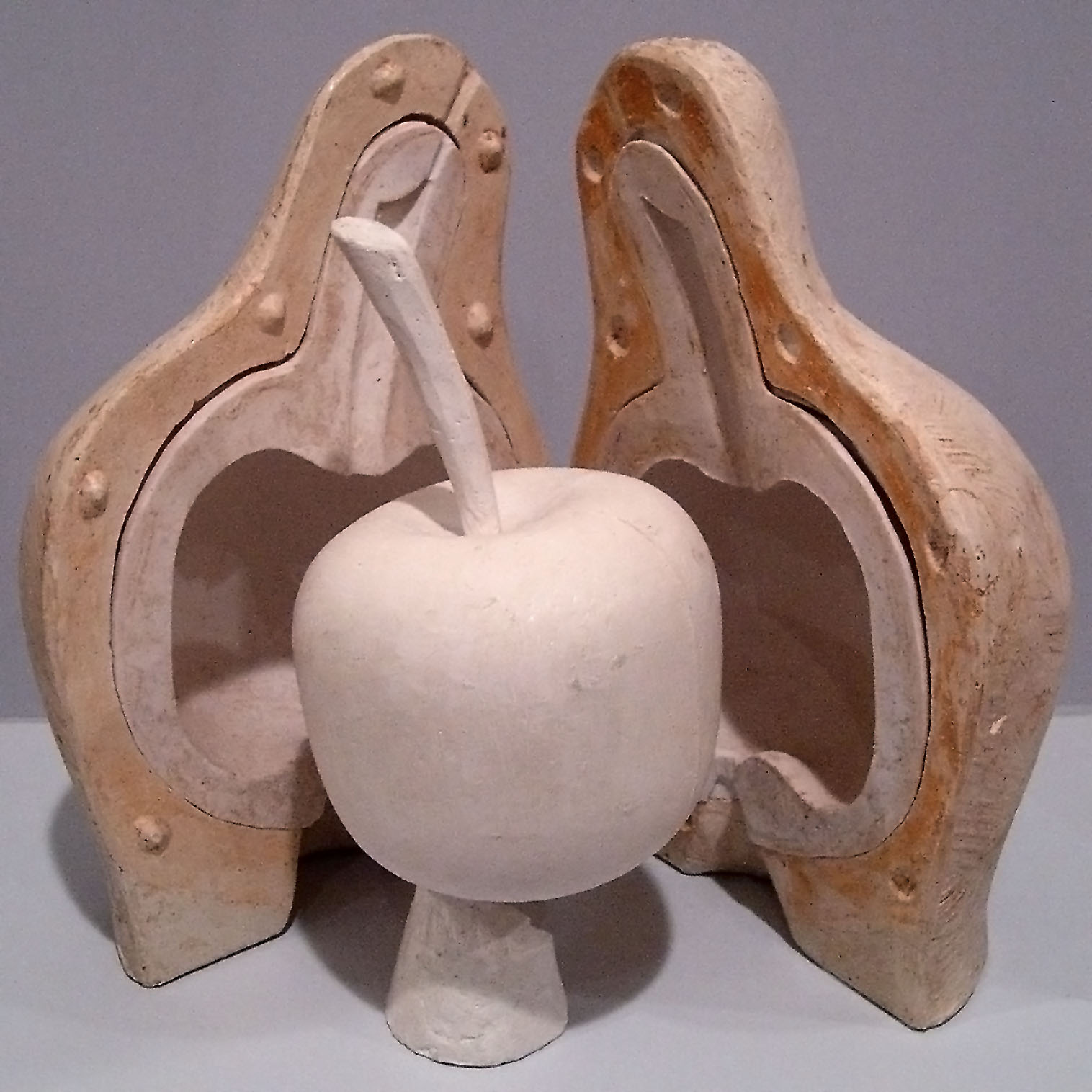
قالبگیری محیطی در قالبی لاستیکی

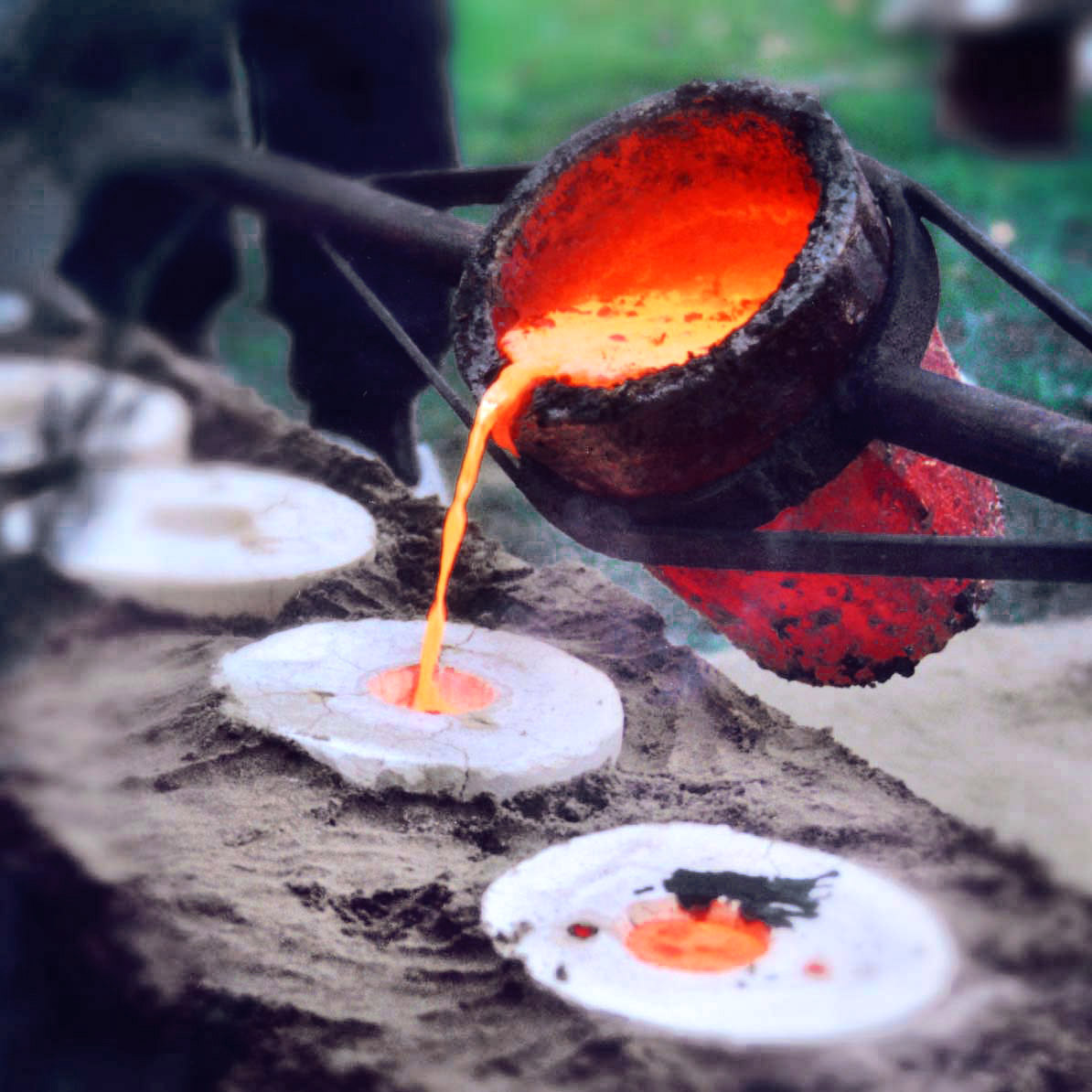
ریخته شدن برنز گداخته از کوره در قالب در فرایند باستانی قالبگیری محیطی

ریخته‌گری لاست واکس (به انگلیسی: Lost-wax casting) یا ریخته‌گری دقیق یا cire perdue (که از زبان فرانسوی به زبان انگلیسی وارد شده‌است) نوعی خاص از ریخته‌گری فلز مذاب است که فلز مذاب (معمولاً نقره، طلا، برنز، برنج) درون قالب‌هایی از جنس موم و توسط گچ ریخته‌گری احاطه شده‌اندو پس از تخلیه موم بواسطه گرما، تولید می‌گردند. مانند مجسمه‌هایی که توسط هنر مجسمه‌ساز ساخته می‌شود.
قدیمی‌ترین نمونه این روش یک طلسم ۶۰۰۰ ساله است که در تمدن دره سند کشف شده‌است. نمونه دیگری را می‌توان در بین‌النهرین در صده سوم قبل از میلاد یافت. این روش تا قرن هجدهم میلادی در اروپا رواج داشت؛ قبل از آنکه فرایند قالب‌گیری قطعه‌ای رواج یابد. این فرایند در زمان کنونی و کارخانه‌های کنونی دگرگونی‌های زیادی نسبت به گذشته داشته‌است و برای ساخت مجسمه‌های برنزی کوچک مورد استفاده هستند.
گامهای ساخت یک مجسمه برنزی نسبتاً استاندارد است، هرچند امروزه فرایند آن در ریخته‌گریهای مختلف، متفاوت است. (امروزه در صنایع به این روش INVESTMENT CASTING یا ریخته‌گری دقیق گفته میشود) از انواع مختلف این فرایند می‌توان موارد زیر را نام برد:
قالب از دست رفته: در این روش موادی غیر از موم هم میتوانند استفاده شوند (موادی همچون چربی حیوانی، رزین، قطران و پارچه)
فرایند موم زائد (waste wax process یا ریخته‌گری قالب زائد): که در این روش برای استخراج قسمت قالب‌ریزی شده، قالب از بین می‌رود.

## فرایند
قالبها میتوانند از روی خود مدل مومی ساخته شوند (روش مستقیم) یا از روی یک کپی از مدل که لزومی ندارد مومی باشد. (روش غیرمستقیم) گامهای روش غیر مستقیم عبارتند از: (گام ۷ به بعد برای دو روش یکسان است)
1. ساخت مدل: یک هنرمند یا قالب‌ساز مدل اصلی را از موم، سفال یا ماده دیگری می‌سازد. اغلب موم و سفال روغنی ترجیح داده می‌شوند زیرا نرمی خود را حفظ می‌کنند.
2. ساخت قالب: قالب از روی مدل اولیه یا مجسمه ساخته می‌شود. قالبهای سخت خارجی قالب نرم داخلی را در بر می‌گیرند که دقیقاً برعکس مدل اصلی است. قالبهای داخلی معمولاً از جنس لاتکس، لاستیک پلی‌اورتان یا سیلیکون هستند که توسط قالب خارجی حمایت می‌شوند. قالب خارجی می‌تواند از جنس گچ، فایبرگلاس یا مواد دیگر باشد. اکثر قالبها حداقل از دو جز ساخته می‌شوند و یک چفت و بست هنگام ساخت میان قسمتهای مختلف قرار می‌گیرد تا قالب را بتوان به دقت سر هم کرد. اگر قسمتهای دراز و باریک از مدل اصلی بیرون زده باشند، معمولاً بریده می‌شوند و جداگانه قالبگیری می‌شوند. گاهی به تعداد زیادی قالب برای بازسازی مدل اولیه نیاز است؛ مخصوصاً برای مدل‌های بزرگ.
3. موم: هنگامی که قالب سازی به پایان رسید، موم ذوب شده داخل آن ریخته می‌شود تا یک پوشش صاف ۳ میلی‌متری صاف ایجاد شود. این فرایند تا زمانی که به ضخامت دلخواه برسیم ادامه می‌یابد. روش دیگر این است که تمام قالب را با موم ذوب شده پر کنیم و بگذاریم سرد شود تا ضخامت مطلوب روی سطح قالب سخت شود؛ سپس بقیه موم بیرون ریخته می‌شود و قالب سر و ته شده و اجازه می‌دهیم لایه مومی سخت و سرد شود. در این روش کنترل ضخامت موم سخت‌تر است.
4. حذف موم: این کپی توخالی مومی مدل اصلی از قالب خارج می‌شود. سازنده قالب ممکن است از قالب برای ساخت کپی‌های متعدد استفاده کند تا زمانی که قالب از بین برود.
5. عاری‌سازی: سپس هر قالب مومی توخالی عاری‌سازی می‌شود. یک ابزار فلزی روی خط‌های جداکننده و جاهایی که تکه‌های قالب به هم رسیده‌اند کشیده می‌شود تا این علائم از بین برود. پوششی بر روی موم قرار می‌گیرد تا نقوص را بپوشاند. اکنون موم از لجاظ ظاهری مشابه قطعه نهاییست. تکه‌های مومی که جداگانه قالب‌ریزی شده بودند حال داغ شده و به هم متصل می‌شوند. در ریخته‌گری‌ها اغلب از علائمی برای تعیین جای دقیق تکه‌ها استفاده می‌کنند.

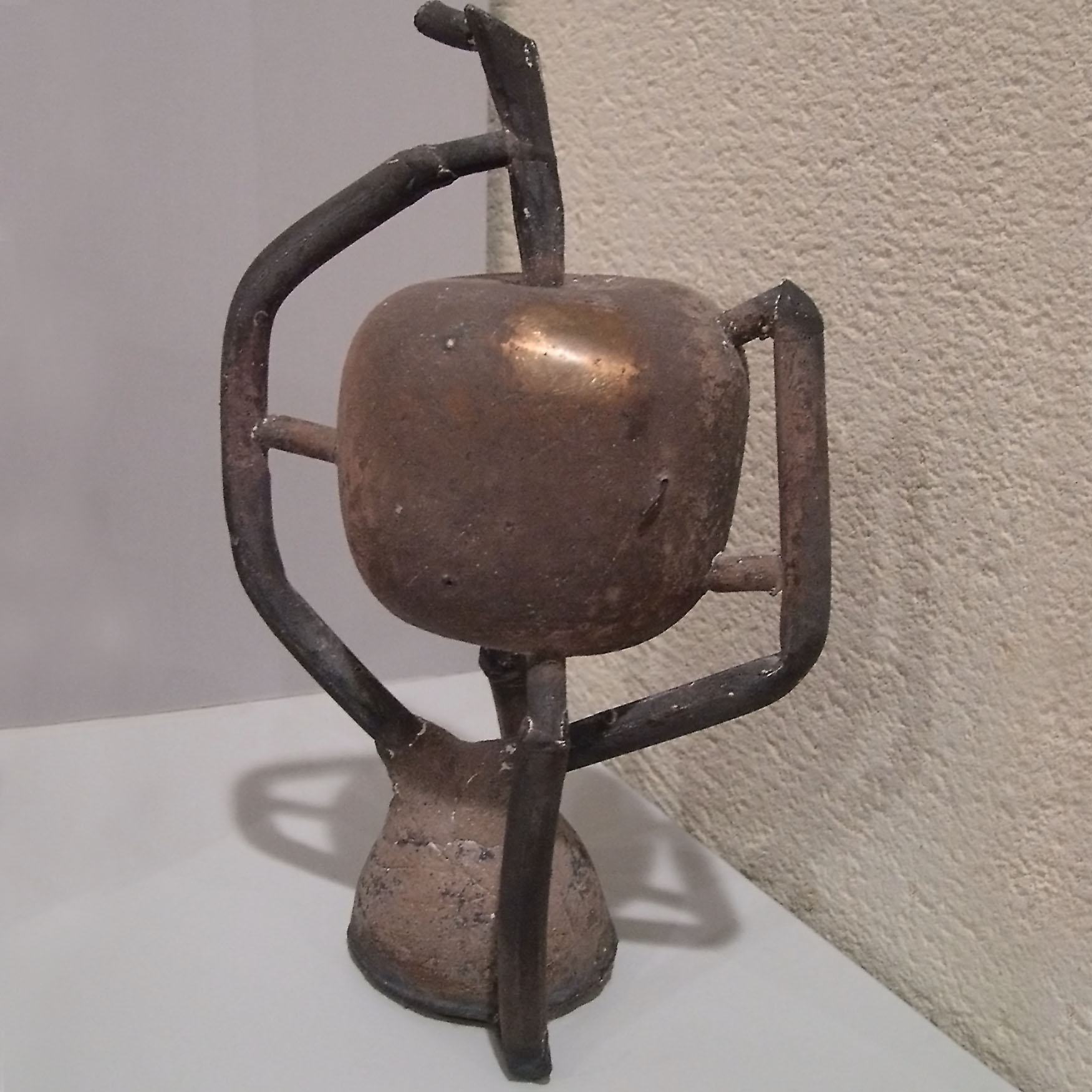
قطعه ریخته‌گری شده برنزی به همراه سیستم راهگاهی

6. قطعه ریخته‌گری شده برنزی به همراه سیستم راهگاهیافشانه سازی (طراحی سیستم راهگاهی): کپی مومی با یک ساختار درخت مانند مومی افشانه‌سازی می‌شود که در نهایت باعث ایجاد راه‌هایی برای خروج هوا در ماده ذوب شده و و گاز زدایی و جاری شدن آن می‌شود. این فرایند که با دقت طراحی می‌شود معمولاً از بالا با یک «فنجان» مومی آغاز می‌شود. این فنجان توسط سیلندرهای مومی به نقاط مختلف کپی مومی متصل است. افشانه‌ها نباید لزوماً توخالی باشند چرا که بعداً در طول فرایند ذوب خواهد شد.
7. دوغاب ریزی: کپی در یک دوغاب سیلیکا فرو برده می‌شود، سپس در اندودی ماسه مانند یا سیلیکای کریستالی خشک که اندازه دانه‌های آن کنترل شده فرو برده می‌شود. به این مخلوط دوغاب و شن ماده قالب‌گیری با پوشش سرامیکی گفته می‌شود؛ اگرچه واقعاً از جنس سرامیک نیست. این پوسته خشک شده و این فرایند تکرار می‌شود تا زمانی که یک پوشش حداقل نیم اینچی همه قطعه را بپوشاند. هر قدر که قطعه بزرگتر باشد، ضخامت پوشش باید بیشتر باشد. فقط داخل فنجان نباید پوشیده شود و بالای فنجان که صاف است به عنوان پایه‌ای استفاده می‌شود که قطعه در طول این فرایند روی آن می‌ایستد. هسته هم توسط مواد ضد آتش پر می‌شود.
8. سوختن: قطعه‌ای که توسط پوشش سرامیکی دربرگرفته شده‌است به صورتی که فنجانش پایین باشد در کوره قرار می‌گیرد. گرمای کوره پوشش سیلیکایی را سخت کرده تا به یک پوسته تبدیل شود. موم ذوب شده را می‌توان بازیابی و دوباره استفاده کرد؛ با این حال این موم معمولاً کاملاً می‌سوزد. حال تمام باقی‌ماندهٔ اثر هنری اولیه یک فضای نگاتیو داخل پوشش سرامیکی سخت شده‌است که قبلاً توسط موم پر بوده‌است. ناودان، لوله‌های هوا و فنجان نیز اکنون توخالی هستند.
9. تست: به پوسته سرامیکی زمان می‌دهند تا سرد شود، سپس تست می‌کنیم که آیا آب به سادگی درون لوله‌های هوا و ناودان جاری می‌شود یا نه. ترکها و نشتی‌ها را می‌توان با چسب مقاوم و ضخیم پوشاند. برای تست ضخامت می‌توان با دریل پوسته را سوراخ کرد و سپس آن را تعمیر نمود.
10. ریختن: پوسته را مجدداً در کوره حرارت می‌دهیم تا تعمیرات سخت شود و همه اثرات رطوبت از بین برود، سپس به گونه‌ای که فنجان بالا باشد آن را در وانی پر شده از ماسه قرار می‌دهند. فلز در یک بوته آهنگری در کوره ذوب شده و با دقت درون پوسته ریخته می‌شود. پوسته باید داغ باشد؛ در غیر این صورت تغییرات دمایی آن را می‌شکند. سپس به پوسته‌های پر شده زمان می‌دهند تا سرد شوند.
11. آزادسازی: پوسته توسط چکش یا سندبلاست تخریب شده تا قالب‌ریزی سخت شده آزاد شود. افشانه‌ها و سیستم راهگاهی که در فلز ایجاد شده بریده می‌شوند و ماده آن در قالب‌ریزی دیگری استفاده خواهد شد.
12. عاری‌سازی فلزی: همان‌طور که کپی مومی عاری‌سازی شد، روی قطعه کار نیز این کار انجام می‌شود تا اثرات فرایند قالبریزی پاک شوند تا قطعه نهایی همچون مدل اولیه شود. چاله‌هایی که توسط حباب‌های هوا در قالب‌ریزی ایجاد شده‌اند پر شده و پالیش می‌شوند.

پیش از بر قالب‌های سیلیکایی، از قالبهایی ضدآتش با جنسهای دیگر استفاده میشد که رایج‌ترین این مواد گچ به همراه دوغاب و سفال بود. قبل از قالبهای رزینی از ژلاتین استفاده می‌شد.

## ریخته‌گری جواهرآلات و قطعات کوچک
روش‌های مورد استفاده برای قطعات کوچک و جواهرات تا حدی از آن‌هایی که برای مجسمه‌سازی استفاده می‌شوند متفاوت است. یک مدل مومی با تزریق به داخل یک قالب لاستیکی یا با کنده‌کاری ساخته می‌شود. موم با پایه پلاستیکی ترکیب شده و یک پایه "sprue" نامیده می‌شوند. سپس یک فلاسک فلزی، که شبیه به لوله فولادی کوتاهی با ۳٫۵ تا ۱۵ سانتی‌متر طول و عرض است، بر روی آن قرار داده می‌شود. بیشتر پایه‌ها دارای لبه‌ای دایره‌ای هستند که فلاسک با اندازه استاندارد را در بر می‌گیرد و آن را در جای خود نگه می‌دارد. گچ درون فلاسک ریخته می‌شود و آن را پر کرده و سخت می‌شود، سپس همان‌طور که در بالا ذکر شد، سوزانده می‌شود. ریخته‌گری معمولاً مستقیماً از کوره به روش ریخته‌گری گریز از مرکز یا vacuum casting انجام می‌شود.
در دندان‌پزشکی، تاج دندان از جنس طلا، اینله و آنله (از روش‌های پر کردن دندانهای پوسیده) توسط ریخته‌گری لاست وکس ساخته می‌شوند. اولین بارtaggart از این روش برای ساخت استفاده کرد. آلیاژ طلا معمولاً حدود ۶۰ درصد طلا، ۲۸ درصد نقره، به اضافه مس و دیگر فلزات است. توجه دقیق به آماده‌سازی دندان، استفاده از تکنیکهای آزمایشگاهی برای رسیدن به موفقیت لازم است. آزمایشگاه‌های دندان‌پزشکی موارد دیگری را نیز به این روش می‌سازند.

## تاریخ باستان‌شناسی

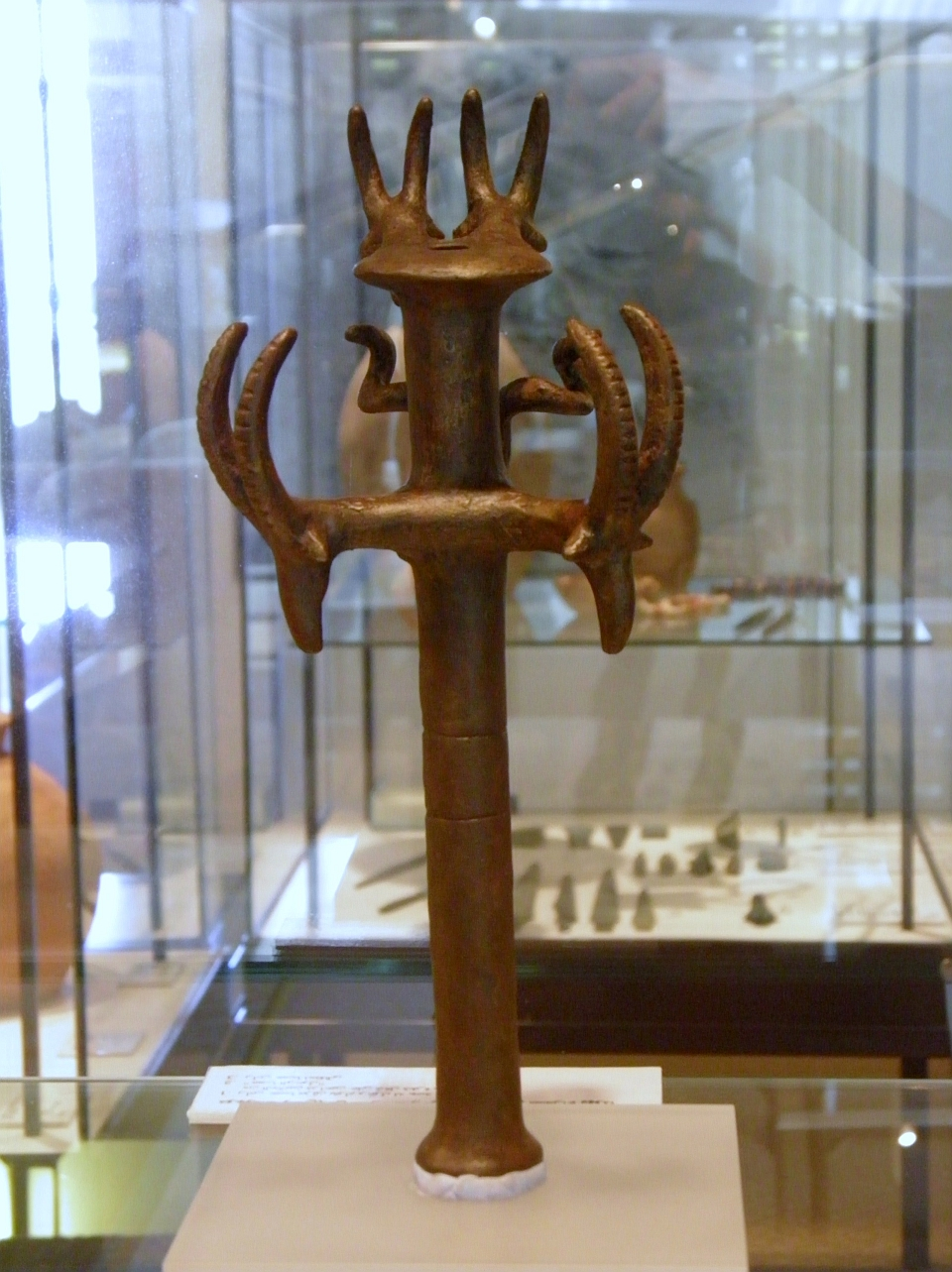
ماکت یک عصای برنزی کشف شده در نهال میشمار

### خاورمیانه
برخی از قدیمی‌ترین نمونه‌های شناخته شده روش ریخته‌گری مومی اشیا کشف شده در گنجینه نهال میشمار در جنوب فلسطین است و متعلق به دوره کالکولیت (۴۵۰۰ تا ۳۵۰۰ سال قبل از میلاد) است. کربن-۱۴ قدمت این اقلام را حدود ۳۷۰۰ سال قبل از میلاد مسیح تخمین می‌زند و این باعث می‌شود که آنها بیش از ۵۷۰۰ سال قدمت داشته باشند.

### خاور نزدیک
در بین‌النهرین، از c. 3500–2750 قبل از میلاد، از تکنیک ریخته‌گری مومی برای مجسمه‌های مقیاس کوچک و بعداً مقیاس بزرگ و برنز استفاده شد. یکی از اولین ریخته‌گری‌های مومی که باقی مانده‌است، یک آویز شیر کوچک از دوره اوروک است. فلزکاران سومری تقریباً از حدود ۳۵۰۰ تا ۳۲۰۰ سال قبل از میلاد مسیح ریخته‌گری را تمرین می‌کردند. نمونه‌های دیگر از شمال شرقی بین‌النهرین / آناتولی شامل تومول بزرگ در گردیوم (اواخر قرن ۸ قبل از میلاد) و همچنین انواع دیگر پیوست‌های پاتیل اورارتویی است.

### آسیای جنوبی
قدیمی‌ترین نمونه شناخته شده از روش ریخته‌گری مومی مربوط به یک تعویذ مسی به شکل چرخ ۶۰۰۰ ساله (حدود ۴۰۰۰ سال قبل از میلاد) است که در مهرگره پاکستان پیدا شده‌است.

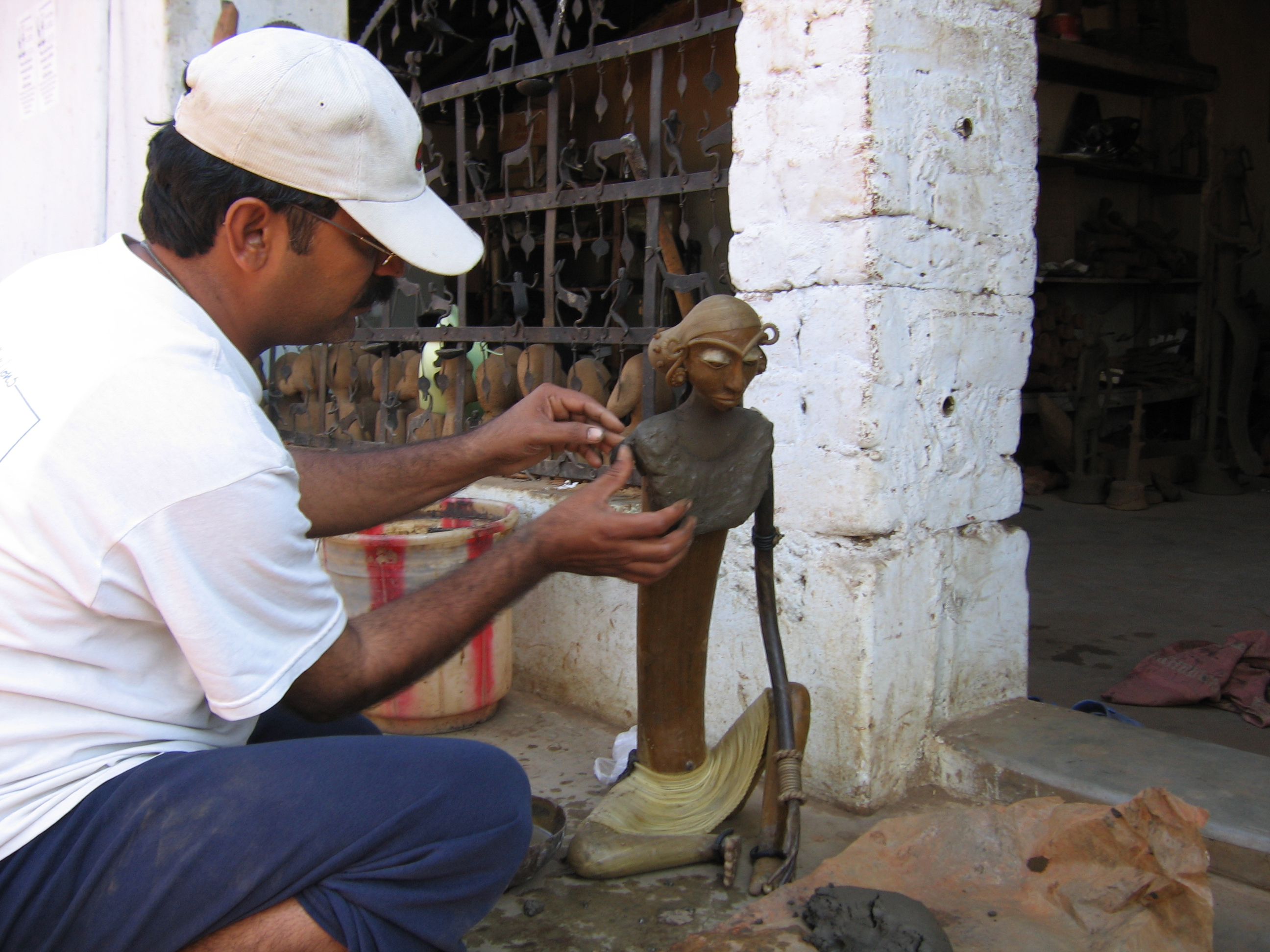
ساخت مجسمه با فرایند لاست وکس در هندوستان

ریخته‌گری فلزات توسط تمدن دره سند در حدود ۳۵۰۰ سال قبل از میلاد در منطقه موهن‌جو دارو آغاز شد، که یکی از اولین نمونه‌های شناخته شده ریخته‌گری مومی را ایجاد کرد، یک مجسمه برنز هند به نام «دختر رقصنده» که قدمت آن تقریباً ۵۰۰۰ سال قبل از دوره هاراپان است. (حدود ۳۳۰۰–۱۳۰۰ سال قبل از میلاد)
نمونه‌های دیگر شامل گاومیش، گاو نر و سگ یافت شده در موهن‌جودارو و هاراپا، دو مجمسه مسی در محل Harappan Lothal در منطقه احمدآباد گجرات و به احتمال زیاد یک گاری سرپوشیده با چرخ از دست رفته و یک گاری کامل با یک راننده در چنهودارو یافت شده‌است.
در دوره پس از هاراپان، انبارهای لوازم مس و برنز ساخته شده توسط فرایند ریخته‌گری مومی از اوتار پرادش، بیهار، مادیا پرادش، ادیشا، آندرا پرادش و بنگال غربی شناسایی شده‌است. زیور آلات طلا و مس به ظاهر هلنیستی، ساخته شده توسط این نوع ریخته‌گری در ویرانه‌های Sirkap پیدا شد.

### مصر
مصریان از اواسط هزاره سوم قبل از میلاد مسیح در حال تمرین بودند، که توسط دستبندها و جواهرات طلای مربوط به دوره آغازین دودمانی مصر نشان داده شد. فواره‌های درج شده برای میش‌ها (ظروف آب مسی) از دودمان چهارم مصر با روش ریخته‌گری مومی ساخته شده‌اند. ریخته‌گری‌های توخالی، مانند تندیس لوور از یافته‌های فیوم در دوران پادشاهی میانه ظاهر شد، و به دنبال آن تندیس‌های ریخته‌گری شدهٔ جامد مانند مادر شیرده در بروکلین.
ریخته‌گری توخالی مجسمه‌ها در پادشاهی جدید با مجسمه زانو زده توتمس چهارم (موزه بریتانیا، لندن) و قطعه سر رامسس پنچم (موزه Fitzwilliam، کمبریج) نشان داده شده‌است. ریخته‌گری‌های توخالی با جزئیات بیشتری انجام می‌شوند و تا سلسله هجدهم ادامه می‌یابند، که توسط شکل زانو زده برنز سیاه توتانخامون (موزه دانشگاه پنسیلوانیا) نشان داده شده‌است. این نوع ریخته‌گری در تولید انبوه در اواخر دوره تا زمان امپراتوری بطلمیوسی زمانی که چهره‌های خدایان برای عبادت شخصی و نذورات معبد نذری ریخته می‌شد، استفاده می‌شود. دسته‌های شبیه زنان برهنه بر روی آینه‌های برنزی توسط ریخته‌گری مومی پدید آمده‌اند.

### یونان، روم و مدیترانه
تکنیک ریخته‌گری مومی در دریای اژه در دوره عصر برنزی، به ویژه در هزاره دوم قبل از میلاد شناخته شده بود. تقلیدهای مستقیم و مشتقات محلی مجسمه‌های شرقی، سوری، فلسطینی و قبرسی در ساردینیای اواخرعصر برنزی، با تولید محلی مجسمه‌ها از قرن یازدهم تا دهم قبل از میلاد، یافت می‌شود. برخی از مکان‌های اواخرعصر برنزی در قبرس چهره‌های برنز ریخته‌گری شده از انسان و حیوانات تولید کرده‌اند. یک نمونه، شکل نر موجود در انکومی است. سه شی از قبرس (در موزه هنر متروپولیتان در نیویورک نگهداری می‌شود) با استفاده از روش ریخته‌گری مومی از قرن ۱۳ و ۱۲ قبل از میلاد ریخته شد، یعنی لبه آمفوراها، سه‌پایه‌های میله‌ای و ریخته‌گری شده.
گورهای سوخته (عمدتا قرن‌های ۸ تا ۷ قبل از میلاد، اما تا اوایل قرن چهارم ادامه داشت) از نکروپولیس پاولارو (کوه‌های آلپ شرقی ایتالیا) حاوی استخوان نازک‌نی، آویزها و سایر اشیا مبتنی بر مس بود که توسط فرایند ریخته‌گری مومی ساخته شده‌است. نمونه‌های اتروسک، مانند دستهٔ انسان‌گونه برنزی از مجموعه بوکی (موزه ملی باستان‌شناسی آدریا)، که قدمت آن به قرن‌های ۶ تا ۵ قبل از میلاد بازمی‌گردد، توسط این نوع ریخته‌گری ساخته شده‌اند. بیشتر دستگیره‌های مجموعه بوکی و همچنین برخی از ظروف برنزی موجود در آدریا (روویگو، ایتالیا) با استفاده از روش ریخته‌گری مومی ساخته شده‌اند.
موارد معروف‌تری که این ریخته‌گری از جهان کلاسیک تولید می‌کند، شامل «پسر در حال دعا» می‌شود. ۳۰۰ سال قبل از میلاد (در موزه برلین)، مجسمه هرا از ولسی، که مانند اکثر مجسمه‌ها، در چندین قسمت ریخته شده بود و سپس به هم متصل شدند. سایر نمونه‌های قبلی که این مجموعه از قطعات ریخته شده لاست وکس را نشان می‌دهد شامل سر برنز Chatsworth Apollo و سر برنز افرودیته از ساتالا از موزه بریتانیا است.

### آسیای شرقی
در استفاده از روش لاست وکس در شرق آسیا تنوع زیادی وجود دارد. معمولاً روش ریخته‌گری برنز در زمان سلسله‌های شانگ و ژو (حدود ۱۵۰۰ تا ۵۰۰ سال قبل از میلاد) فرض می‌شود که با استفاده از روش قالب از دست رفته باشد. تحقیقات بیشتر نشان داد که این مورد وجود ندارد زیرا واضح است که روش ریخته‌گری قالب قطعه اصلی‌ترین روش برای ساخت ظروف برنز در چین بود. تکنیک لاست وکس در شمال چین تا قرن ۶ قبل از میلاد ظاهر نشد. ریخته‌گری موم ازدست رفته در ژاپنی با نام rōgata شناخته می‌شود و قدمت آن به دوره یایویی، ج. ۲۰۰ سال قبل از میلاد. مشهورترین قطعه ساخته شده توسط این نوع ریخته‌گری، تصویر برنز بودا در معبد صومعه تودای‌جی در نارا است. این ماده در بخشهایی بین ۷۴۳ و ۷۴۹ ساخته شده‌است، ظاهراً از هفت تن موم استفاده شده‌است.

### آسیای جنوب شرقی
ساکنان Ban Na Di از سال ۱۲۰۰ و قبل از میلاد مسیح تا سال ۲۰۰ میلادی با استفاده از روش لاست وکس برای ساخت النگو برنز می‌ریختند. النگوهای ساخته شده توسط فرایند لاست وکس از ویژگی‌های شمال شرقی تایلند است. برخی از النگوهای موجود در Ban Na Di ماده ای خاکستری تیره را بین هسته رسی مرکزی و فلز نشان می‌دهد که با تجزیه و تحلیل به عنوان یک نوع تصفیه نشده موم حشرات مشخص شد. احتمالاً وسایل تزئینی مانند دستبندها و انگشترها توسط این نوع ریخته‌گری در Non Nok Tha و بان چیانگ ساخته شده‌اند. در مورد روش ریخته‌گری مومی، توازن‌های فنی و مادی بین شمال شرقی تایلند و ویتنام وجود دارد. سایتهایی که آثار ساخته شده توسط فرایند ریخته‌گری مومی در ویتنام را نمایش می‌دهند، مانند طبل‌های Dong Son یا یک داس و شکل یک فرد نشسته از Go Mun (در نزدیکی فونگ نگوین، منطقه باک بو).

### اروپای شمالی
دیده شده‌است که که قلاب‌های Dunaverney (1050-910 قبل از میلاد) و Little Thetford (1000-701 قبل از میلاد) با استفاده از یک فرایند ریخته‌گری لاست وکس ساخته می‌شوند. به خصوص برای ساخت قلاب تتفورد از روش‌های کاملاً مبتکرانه استفاده می‌شده. شمعدان پیچیده Gloucester (1104–1113 میلادی) به عنوان یک مدل مومی یک تکه ساخته شد، سپس قبل از قرارگیری در قالب، وارد سیستم پیچیده‌ای از دروازه‌ها و دریچه‌ها شد.

### آفریقای غربی
برنزهای ریخته‌گری در آفریقا توسط قرن میلادی در Igboland (Igbo-Ukwu) در نیجریه، قرن ۱۲ میلادی در Yorubaland (ایفی) و قرن ۱۵ میلادی در پادشاهی بنین تولید شده‌است. برخی از سرهای پرتره باقی مانده‌است. بنین در قرن شانزدهم به برنز تسلط یافت، با استفاده از فرایند واکس از دست رفته، در این فلز پرتره و نقش برجسته تولید کرد.

### آمریکای لاتین
سنت ریخته‌گری لاست وکس توسط مردم نیکاراگوئه، کاستاریکا، پاناما، کلمبیا، شمال غربی ونزوئلا، آمریکای آند و بخش غربی آمریکای جنوبی گسترش یافت. ریخته‌گری لاست وکس برخی از سیمهای طلای معمولی و تزئینات ظریف سیم منطقه، مانند تزئینات ظریف گوش را تولید کرد. این فرایند در دوران پیشاکلمبی در مناطق فرهنگی کلمبیا Muisca و Sinú به کار گرفته شد. دو قالب ریخته‌گری مومی، یکی کامل و یکی تا حدی خراب، در مقبره ای در وردای پوئبلو تاپادو در مونته‌نگرو (بخش کیندیو) پیدا شد که قدمت آنها تقریباً به دوره قبل از کلمبیا برمی گردد. روش ریخته‌گری مومی در مکزیک تا قرن دهم ظاهر نشد و پس از آن در مکزیک غربی برای ایجاد طیف گسترده‌ای از اشکال زنگ استفاده شد.

## تاریخ ادبی

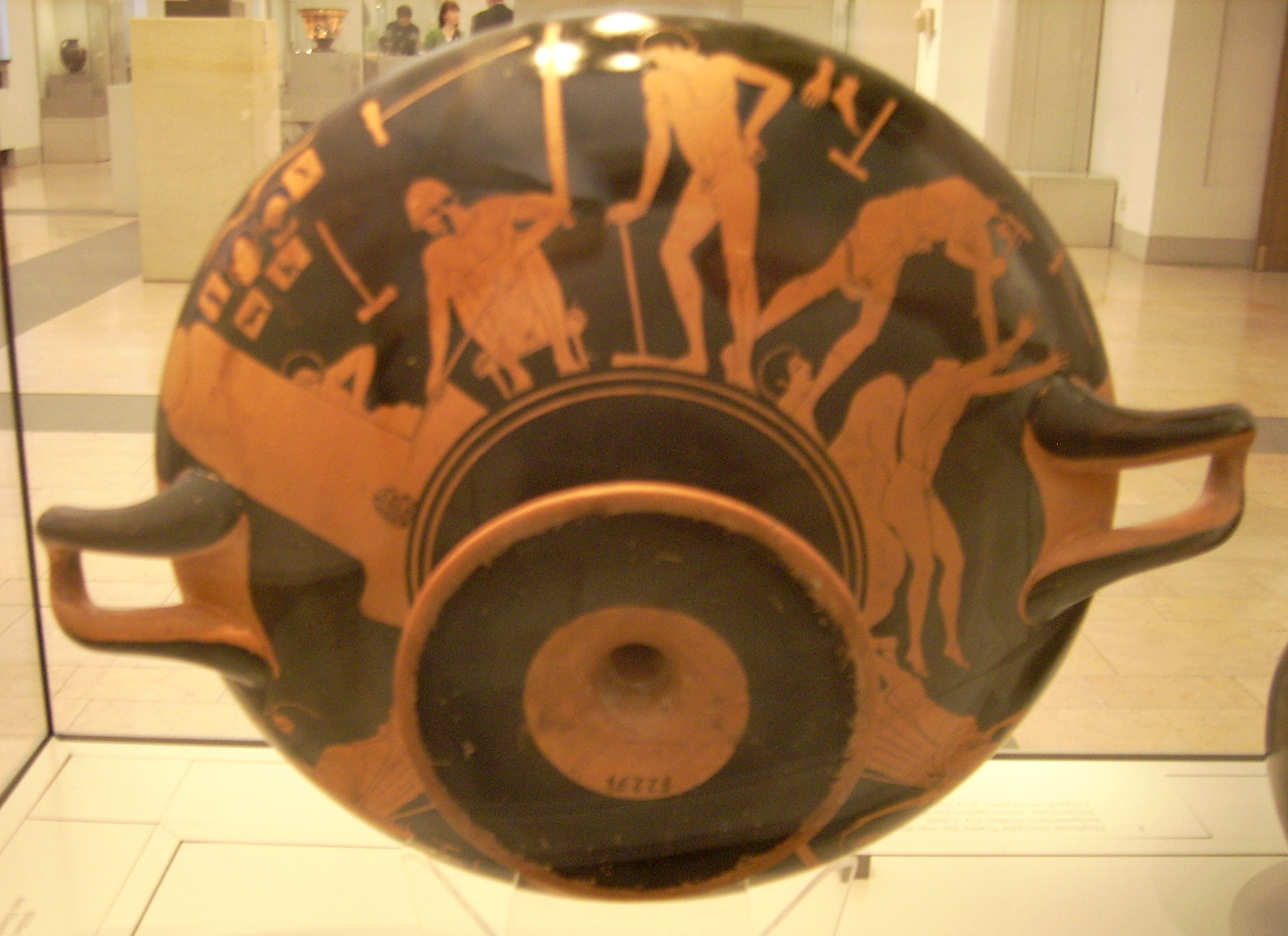
نگه داری شده در موزه برلین

### شواهد غیر مستقیم
برخی از آثار قدیمی ادبی اشاره به ریخته‌گری مومی دارند. کلوملا، نویسنده رومی قرن اول میلادی، به پردازش موم از کندوهای زنبور عسل در De Re Rustica (به احتمال زیاد برای ریخته‌گری) اشاره می‌کند و همچنین پلینیوس، جزئیات روش پیچیده ساخت موم پونیک را ذکر می‌کند. یک کتیبه یونانی به پرداخت هزینه صنعتگران برای کارشان در Erechtheum در آتن (۴۰۸/۷– ۴۰۷/۶ قبل از میلاد) اشاره دارد. مدل‌سازهای سفالی ممکن است از قالبهای سفالی برای ساختن نگاتیو سفالی برای ریخته‌گری یا تولید محصولات مومی استفاده کنند. پلینی، Zenodorus را به عنوان یک هنرمند مشهور باستانی در تولید مجسمه‌های برنزی به تصویر می‌کشد و لیسیستراتوس از سیکون را توصیف می‌کند، که از چهره‌های زنده گچ می‌گیرد تا با استفاده از فرایند غیرمستقیم موم ایجاد کند.
بسیاری از مجسمه‌های برنزی یا قسمت‌هایی از مجسمه‌ها در دوران باستان با استفاده از فرایند لاست وکس ریخته می‌شدند. تئودوروس ساموس معمولاً با ریخته‌گری برنز در ارتباط است. پلینی همچنین به استفاده از سرب اشاره دارد که برای کمک به جریان برنز مذاب در تمام مناطق و قسمتهای قالبهای پیچیده معروف است. کوینتیلیان ریخته‌گری مجسمه‌ها را در قطعاتی که قالب آنها ممکن است توسط فرایند لاست وکس تولید شده باشد، مستند می‌کند. صحنه‌های مربوط به اوایل قرن پنجم قبل از میلاد جام ریخته‌گری برلین ایجاد مجسمه‌سازی برنز را (احتمالاً با روش غیرمستقیم ریخته‌گری لاست وکس) نشان می‌دهد.

### شواهد مستقیم

#### هند
روش ریخته‌گری لاست وکس در منابع ادبی هند باستان به خوبی ثبت شده‌است. Shilpa Shastras متنی از امپراتوری گوپتا (حدود ۳۲۰–۵۵۰ میلادی)، شامل اطلاعات دقیق در مورد ریخته‌گری تصاویر در فلز است. قرن پنجم میلادی ویشنوسامیتا، پیوست متن ویشنو پورانا، مستقیماً به مدل‌سازی موم برای ساخت اشیا فلزی در فصل ۱۴ اشاره دارد: "اگر تصویری از فلز ساخته شود، ابتدا باید از موم ساخته شود." فصل ۶۸ متن سانسکریت باستان Mānasāra Silpa جزئیات ریختن بتها را در موم عنوان می‌کند و عنوانش Maduchchhista Vidhānam یا "روش ریخته گری مومی " است. متن قرن 12 Mānasollāsa، که گفته می‌شود توسط پادشاه سومشوارا سوم امپراتوری چالوکیای غربی نوشته شده‌است، همچنین جزئیاتی دربارهٔ موم از دست رفته و سایر فرآیندهای ریخته‌گری را ارائه می‌دهد. در رساله ای از قرن شانزدهم، Uttarabhaga of Śilparatna نوشته شده توسط Srïkumāra، آیات ۳۲ تا ۵۲ فصل 2 ("Linga Lakshanam")، دستورالعمل‌های مفصلی در مورد ساخت ریخته‌گری توخالی ارائه می‌دهد.

#### تئوفیلوس
یک نویسنده قدیمی قرون وسطایی تئوفیلوس پرزبیر، که اعتقادش بر این است که راهب بندیکتین و فلزکار راجر هلمرشاوزن است، در اوایل تا اواسط قرن دوازدهم رساله ای نوشت که شامل کارهای اصلی است و اطلاعات کپی شده از منابع دیگر مانند Mappae, clavicula and Eraclius, De dolorous et artibus Romanorum است که شامل روش گام به گام برای ساخت مقالات مختلف است و در برخی از آنها طریق ریخته‌گری لاست وکس را بیان می‌کند: "قفسه سینه باد مس و هدایت کننده آن" (فصل ۸۴)؛ "Tin Cruets" (فصل ۸۸) و "Casting Bells" (فصل ۸۵)، که خواستار استفاده از "پیه" به جای موم است. و "بخور دادن قالب" در فصل ۸۶ و ۸۷ تئوفیلوس جزئیات نحوه تقسیم موم را به نسبت‌های مختلف قبل از قالب‌گیری و ریخته‌گری برای دستیابی به ناقوس‌های موزیکال کوچک تنظیم شده جزئیات داده‌است. بن‌ونوتو چلینی، مجسمه‌ساز فلورنتیایی قرن شانزدهم، هنگامی که "پرزئوس سر مدوزاً را می‌ساخت، از نوشته‌های تئوفیلوس استفاده کرده‌است.

#### آمریکا
گزارش مختصری از سال ۱۵۹۶ م توسط نویسنده اسپانیایی، رلهیگ، به ریخته‌گری آزتک‌ها اشاره دارد.

## نگارخانه

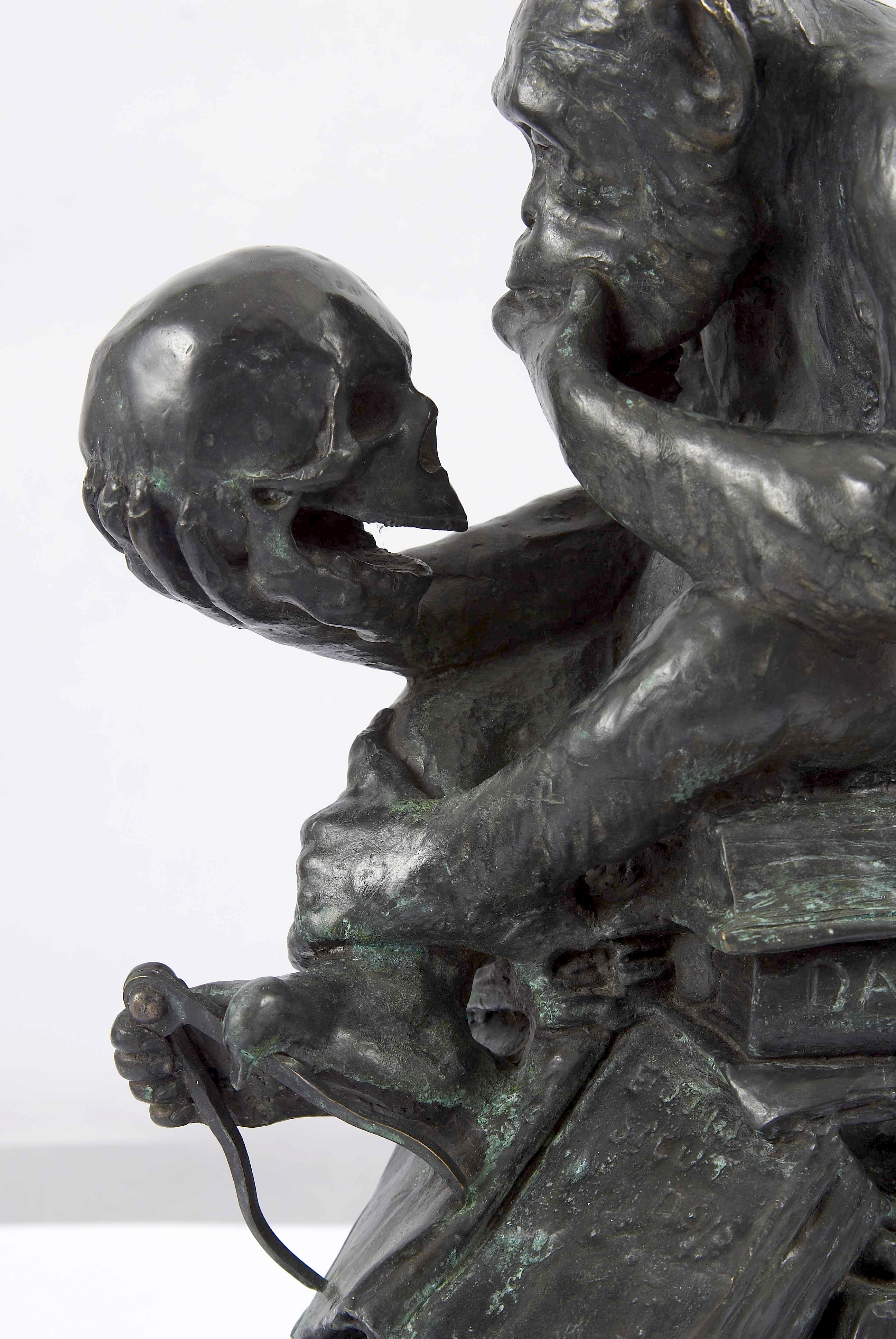
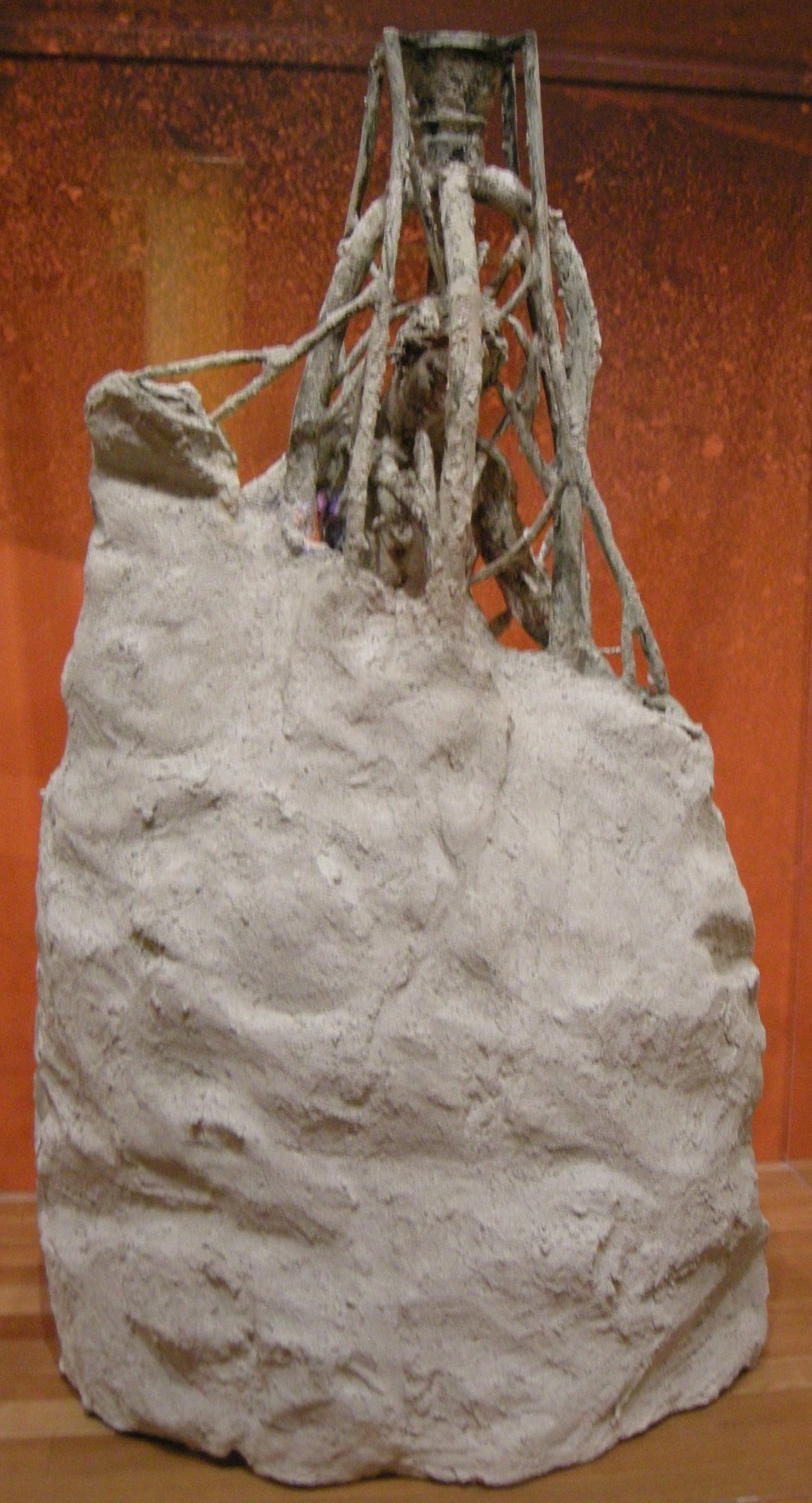
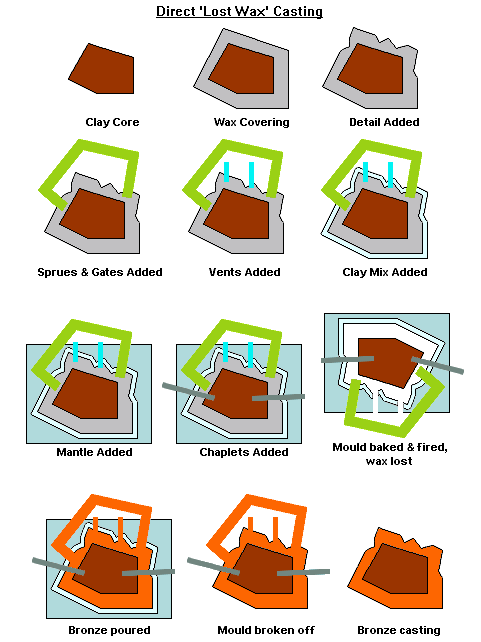
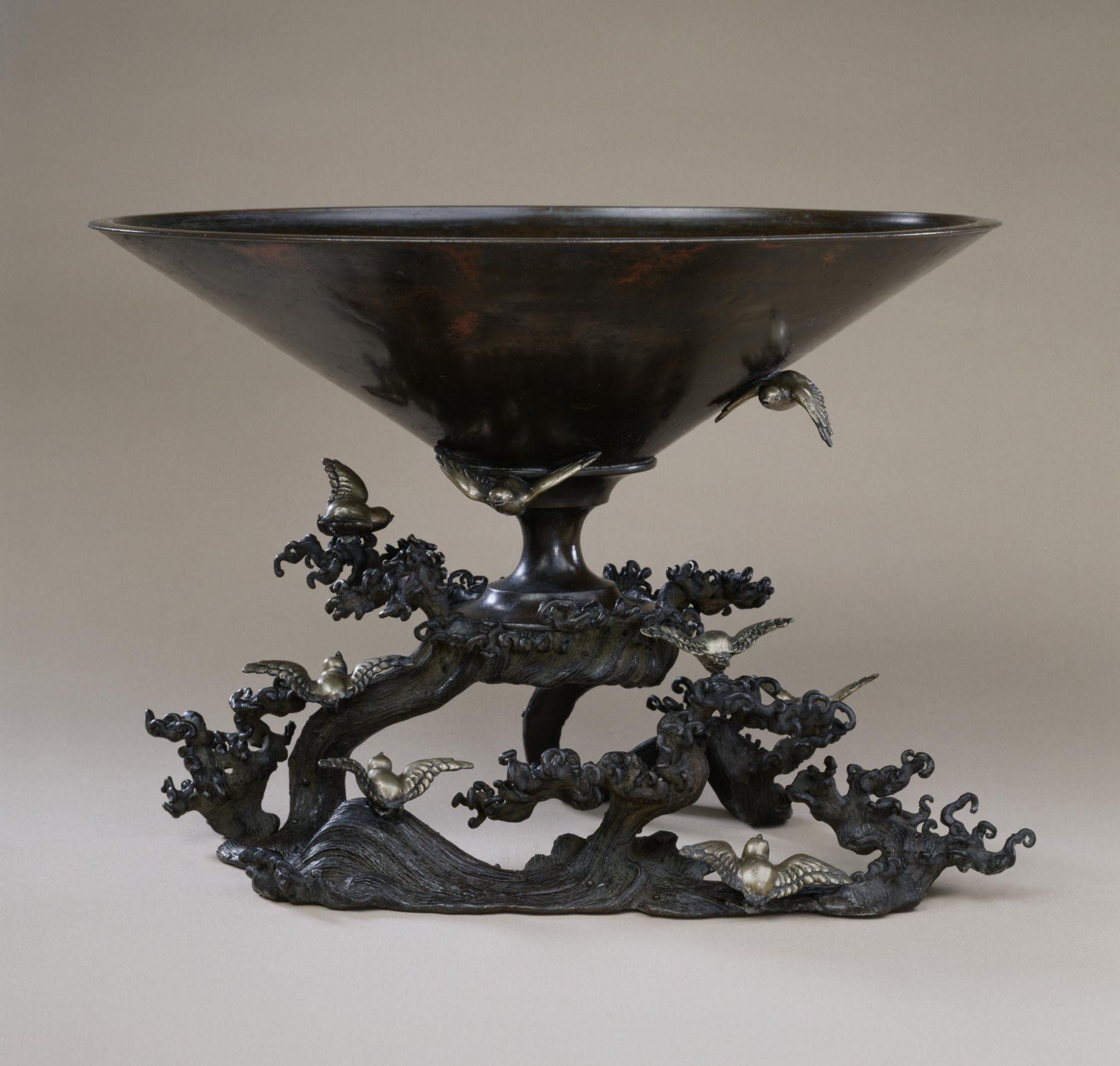
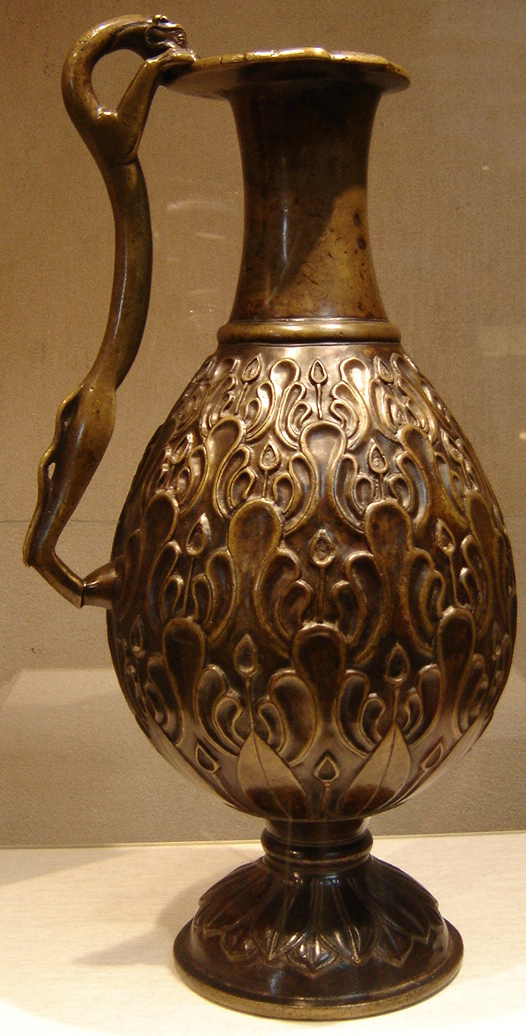
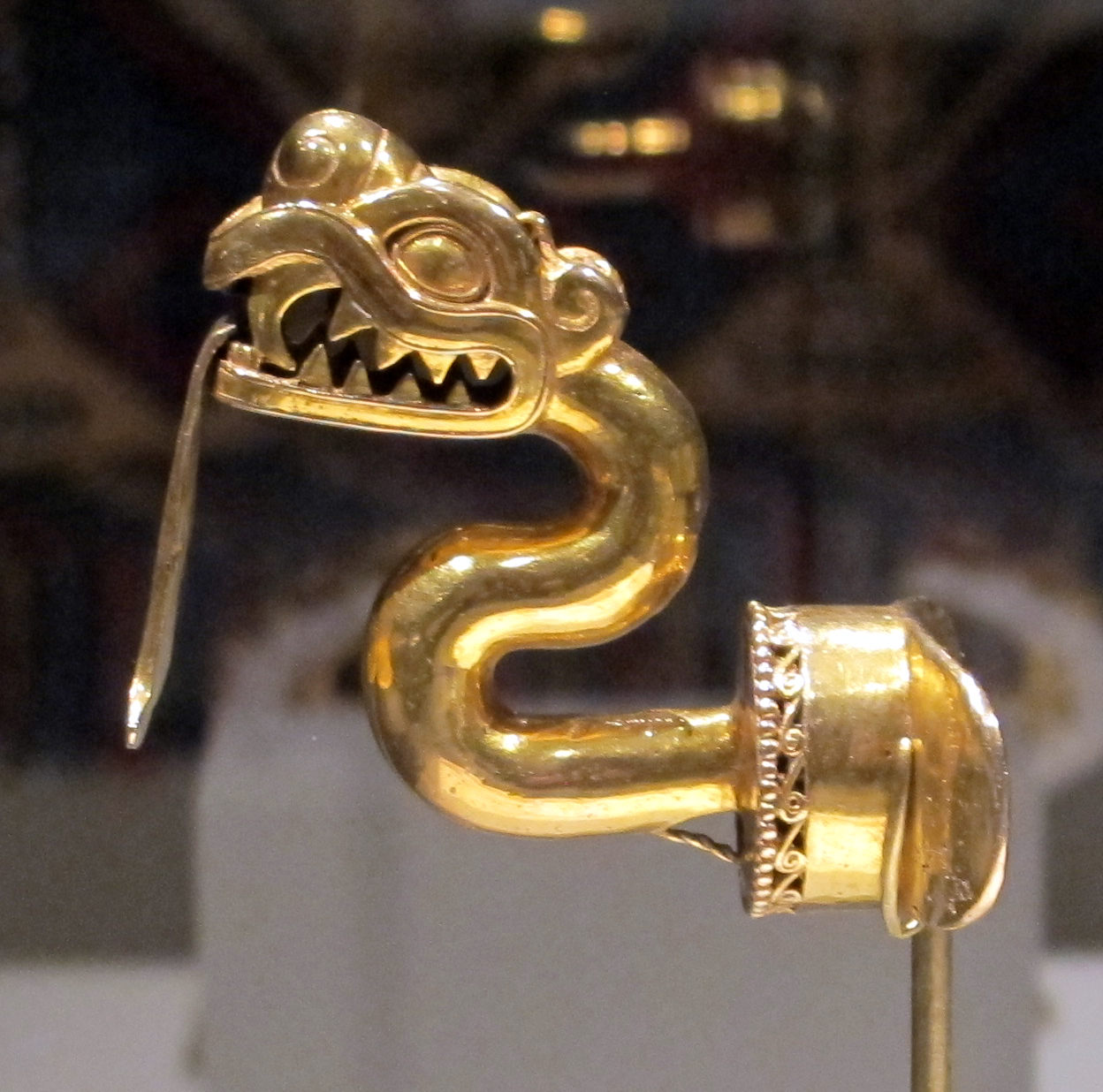